# 罗伯特·科瓦奇
罗伯特·科瓦奇（1974年4月6日—）出生於德國柏林，克罗地亚足球运动员，现已退役。他是前克罗地亚国家队队长尼科·科瓦奇的弟弟，而其妻子安妮卡（Anica Martinović Kovač）是前模特兒及1995年世界小姐亞軍。